# Артур Фріденрайх
Артур Фріденрайх (нім. Arthur Friedenreich; 18 липня 1892, Сан-Паулу, Бразилія — 6 вересня 1969, там само) — бразильський футболіст, що визнається багатьма одним із найвидатніших нападників XX століття. За походженням — мулат. Його батько Оскар Фріденрайх був емігрантом з Німеччини, а мати — Матільде — афро-бразилійкою. За свою гру отримав прізвисько Тигр.

## Біографія

### Клубна
Народився 1892 року у родині німецьких емігрантів. Батько Артура, Оскар Фріденрайх, уболівав за тутешній клуб «Жерманія», який був укомплектований з німецьких колоністів. Юний Артур виділявся серед однолітків віртуозним володінням м'ячем. Дитиною він вдосконалював дриблінг надутим бичачим сечовим пузирем, оскільки справжні м'ячі на той час коштували дуже дорого. У дванадцятилітньому віці Фріденрайх був запрошений до італійської команди, котра грала справжнім м'ячем на великому полі. Юний спортивний вундеркінд з легкістю обігравав дорослих чоловіків. Але Оскар Фріденрайх вирішив, що син повинен грати за «свою» команду. У 1909 році він відвів сина у клуб «Жерманія». Спочатку Фріденрайх грав на лівому фланзі атаки, згодом перейшов в центр. Він володів технікою підкручування м'яча, котрий після удару Артура у польоті змінював траєкторію.
Закінчив грати у 1935 році в «Фламенго» у віці 43 років. Згідно з деякими джерелами, забив за кар'єру 1329 голів в 1239 іграх і випередив на 68 м'ячів іншого бразильця Пеле, якого часто вважають найкращим бомбардиром в історії. Тим не менше, ряд дослідників вважає, що Артур забив 1239 голів в 1329 іграх.

### У збірній
У складі збірної Бразилії Фріденрайх виграв два чемпіонати Південної Америки — 1919 і 1922 років. В 1919 році він оформив хет-трик (в матчі з чилійцями), а його команда перемогла 6:0. Наступною жертвою стала збірна Аргентини — 3:1. У фіналі господарям протистояв дворазовий переможець турніру — Уругвай, за який грав великий футбольний талант Ектор Скароне. До вісімнадцятої хвилини гості вели у рахунку 0:2, але до кінця матчу бразильці виправилися. Гра закінчилася нічиєю — 2:2. Оскільки на той час не існувало серій після матчевих пенальті, то було призначено перегравання. У матчі–відповіді обидві сторони були дуже обережними, не проводивши різких контратак. На останніх хвилинах матчу бразилець Неко довгою передачею від кутового прапорця «знайшов» голову Артура, який забив «золотий» гол. Фріденрайх відразу став національним героєм, на його честь складалися пісні, вірші, усі бразильські газети фото героя на перші шпальти номерів.
Він міг поїхати на перший чемпіонат світу 1930 року в Уругваї, але через конфлікт всередині Бразильської Федерації Спорту на турнір поїхали тільки представники Ліги Каріоки (штат Ріо-де-Жанейро), а Артур виступав у Лізі Пауліста. До того ж у 1930 році Артуру виповнилося 38 років.

### Пам'ять
В честь Артура Фріденрайха заснована щорічна нагорода футболіста, який забив у бразильських турнірах (чемпіонати Бразилії, штатів, Кубок країни і т. д.) за рік найбільше число голів.

## Особисті досягнення
- Чемпіон штату Сан-Паулу (6): 1918, 1919, 1921, 1927, 1928, 1929
- Чемпіон Південної Америки: 1919, 1922
- Срібний призер Чемпіонату Південної Америки: 1925
- Бронзовий призер Чемпіонату Південної Америки: 1916
- Кращий бомбардир Ліги Пауліста (9): 1912, 1914, 1917, 1918, 1919, 1921, 1927, 1928, 1929
- Кращий гравець чемпіонату Південної Америки: 1919

## Статистика виступів
| Команда                  | Період            | Офіційні матчі | Офіційні матчі | Неофіційні матчі | Неофіційні матчі | Всього | Всього |
| Команда                  | Період            | Ігри           | Голи           | Ігри             | Голи             | Ігри   | Голи   |
| ------------------------ | ----------------- | -------------- | -------------- | ---------------- | ---------------- | ------ | ------ |
| Іпіранга                 | 1909—1917         | 33             | 37             | 7                | 5                | 40     | 42     |
| Жерманія                 | 1909—1911         | 9              | 4              | 5                | 2                | 14     | 6      |
| Маккензі Коллеж          | 1912              | 10             | 15             | 1                | 0                | 11     | 15     |
| Паулістано               | 1916—1929         | 191            | 239            | 64               | 54               | 255    | 293    |
| Сан-Паулу да Флореста    | 1930—1935         | 90             | 73             | 34               | 25               | 124    | 98     |
| Фламенго                 | 1917—1935         | 4              | 0              | 2                | 0                | 6      | 0      |
| Збірна штату Сан-Паулу   | 1912—1935         | 16             | 15             | 46               | 57               | 62     | 72     |
| Бразилія                 | 1914—1935         | 17             | 8              | 6                | 2                | 23     | 10     |
| Бразилія (неоф.)         | 1912—1913         | -              | -              | 5                | 4                | 5      | 4      |
| Амерікано (Сан-Паулу)    | 1913              | -              | -              | 5                | 0                | 5      | 0      |
| Пауліста                 | 1913—1914         | -              | -              | 3                | 0                | 3      | 0      |
| Атлас                    | 1914              | -              | -              | 1                | 1                | 1      | 1      |
| Пайссанду                | 1915—1916         | -              | -              | 9                | 4                | 9      | 4      |
| Інтернасьйонал Сан-Паулу | 1929              | -              | -              | 1                | 1                | 1      | 1      |
| Атлетіко Сантіста        | 1929              | -              | -              | 1                | 1                | 1      | 1      |
| Сантос                   | 1930—1935         | -              | -              | 6                | 1                | 6      | 1      |
| Сіріо                    | 1931              | -              | -              | 1                | 1                | 1      | 1      |
| 2 Липня Баїя             | 1933              | -              | -              | 1                | 1                | 1      | 1      |
| Атлетіку Мінейру         | 1933              | -              | -              | 1                | 2                | 1      | 2      |
| Інше                     | 1914—1935         | -              | -              | 15               | 16               | 15     | 16     |
| Всього за кар'єру        | Всього за кар'єру | 370            | 391            | 214              | 177              | 584    | 568    |